# Attagenus astacurus
Attagenus astacurus là một loài bọ cánh cứng trong họ Dermestidae. Loài này được Peyerimhoff miêu tả khoa học năm 1931.